# 데이터 스토어
데이터 스토어(data store)는 데이터베이스같은 저장소뿐 아니라 단순 파일, 이메일 등의 더 단순한 스토어 타입들을 포함하는, 데이터 컬렉션들을 영속적으로 저장하고 관리하기 위한 저장소이다.
데이터베이스는 데이터베이스 관리 시스템(DBMS)이 관리하는 일련의 바이트이다. 파일은 파일 시스템이 관리하는 일련의 바이트이다. 그러므로 어떠한 데이터베이스나 파일이 일련의 바이트가 될 수 있으며 저장이 되면 이를 데이터 스토어라고 부른다.
MATLAB과 클라우드 스토리지 시스템(VM웨어, 파이어폭스 OS 등)은 자사의 개별 애플리케이션 내의 데이터 컬렉션을 추상하기 위해 "데이터스토어"라는 용어를 사용한다.

## 종류
데이터 스토어는 다양한 종류의 스토리지 시스템을 가리킬 수 있으며 다음을 포함한다:
- 종이 파일
- 스프레드시트와 같은 단순한 파일
- 파일 시스템
- 전자우편 스토리지 시스템 (서버, 클라이언트 시스템 모두)
- 데이터베이스
  - 관계형 데이터베이스 - 관계형 모델의 데이터 기반
  - 객체 지향 데이터베이스. 객체 지향 설계의 객체.
  - NoSQL 데이터베이스
    - 키-값 데이터베이스
    - 와이드 컬럼 스토어
- 분산 파일 시스템
- 디렉토리 서비스
- VM웨어에서는 "데이터스토어"가 가상 머신을 저장하는 파일을 의미한다[5]

## 같이 보기
- 데이터 흐름도
- 데이터베이스
- 분산 파일 시스템